# Khô cá

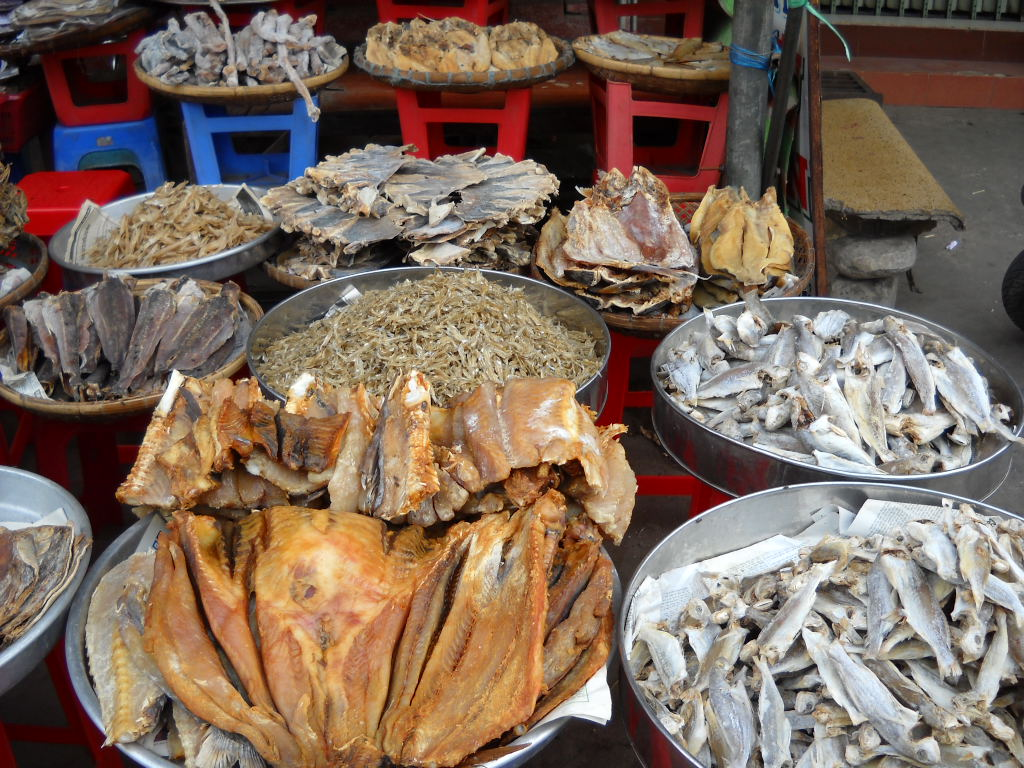
Cá khô bày bán ở chợ Cà Mau

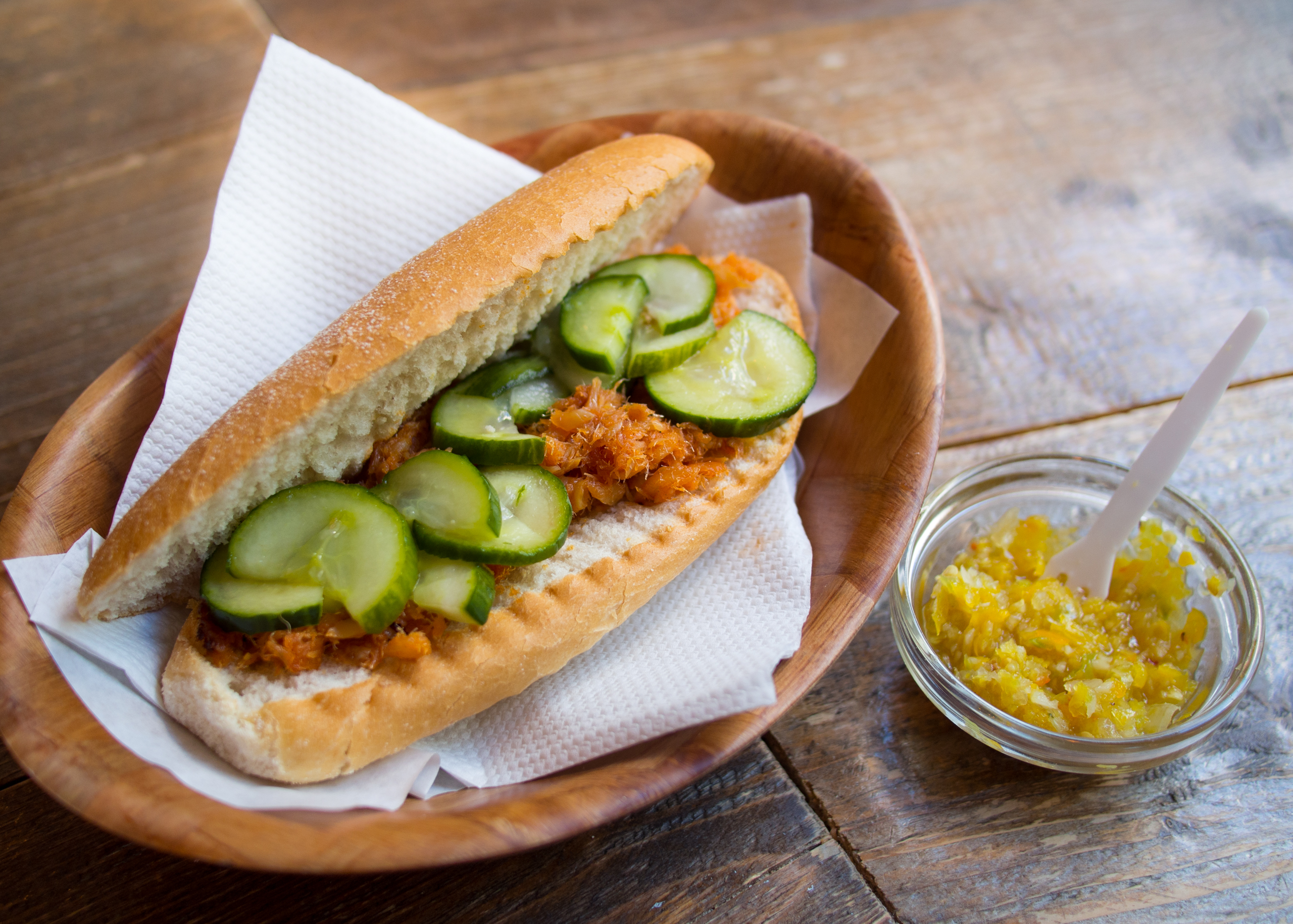
Bánh mì nhân khô cá

Khô cá là cá đem phơi khô để giữ lâu ngày dùng làm thức ăn mà không cần tủ đá. Phương thức phơi khô là một cách dự trữ thực phẩm cổ nhất của nhân loại. Khô cá có thể để hằng năm mà không bị hư. Cách thức phơi khô khá thô sơ nhưng hữu hiệu, thường được ngư dân áp dụng để giữ các mẻ cá đánh về nếu không tiêu thụ kịp. Khô cá cũng có lợi điểm là dễ chuyên chở hơn là cá tươi. Cá tuyết là loại cá thường dùng ở dạng khô ở Tây phương. Kỹ thuật sản xuất khô cá tuyết chủ yếu tập trung ở Bắc Âu, nhất là Na Uy. Ở Việt Nam,  khô cá thu và cá thiều được nhiều người ưa chuộng.

## Công thức

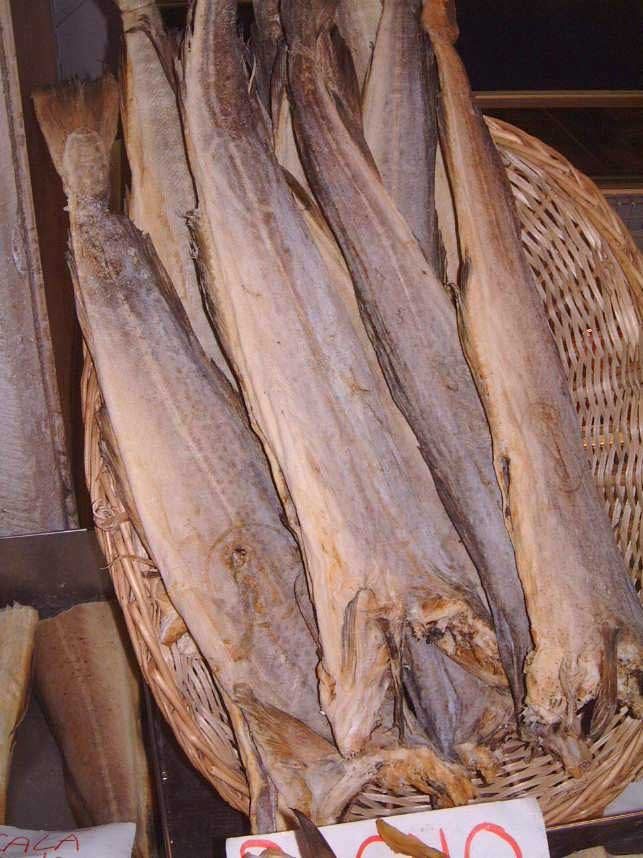
Khô cá tuyết bầy bán ở Venezia, Ý

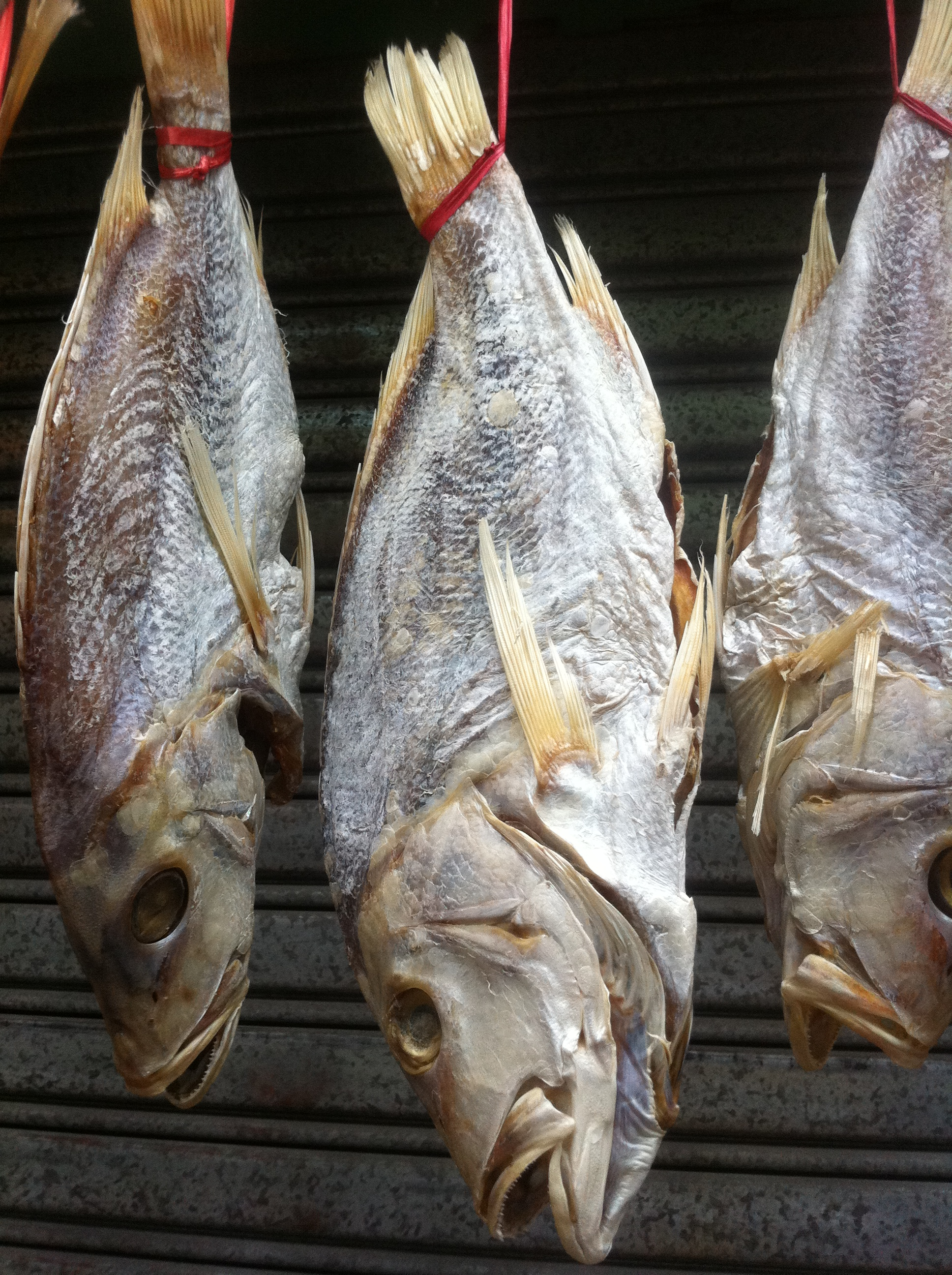
Khô cá nguyên con tại Hồng Kong

Cá tươi đem bỏ ruột, để nguyên con, xẻ đôi, rồi đem phơi khô ngoài nắng. Trước khi phơi cá được xát muối để giúp việc bảo quản. Mùa phơi cá thường là vào mùa lạnh để bớt ruồi bọ. Trường hợp lý tưởng sản xuất khô cá là ở nhiệt độ thấp và khô. Cá tuyết phơi ba tháng ở ngoài xong thì đem phơi trong nhà nơi thoáng gió thêm 2-3 tháng nữa. Công đoạn này giảm 80% lượng nước trong thớ cá và tích lượng sinh tố, chất đạm, sắt, và calcium.

## Sử dụng
Khô cá được dùng làm thức ăn chơi hoặc chế biến nấu lên làm các món ăn ở nhiều nơi trên thế giới từ Bắc Âu đến miền Địa Trung Hải và Tây Phi. Khô cá hạng kém được dùng làm thức ăn cho chó, mèo.

## Việt Nam
Với bờ biển dài hơn 3400 km và hơn 42000 km kênh rạch trên khắp đất nước, Việt Nam là một trong những nước có nền kinh tế biển sớm nhất, với lịch sử đánh bắt lâu đời trên biển, đã hình thành nên nhiều loại cá khô đặc biệt với mùi vị đặc trưng vùng miền. Với Sự phong phú về các loại cá biển, song cùng sự cần cù trong lao động mà Người Việt có rất nhiều đặc trưng trong việc sản xuất cá khô, hải sản khô.
Bên cạnh việc làm sạch cá, ướp muối, rồi đem phơi, người Việt còn them vào các phụ liệu khác như tiêu, ớt, tỏi, thảo quả và tích lũy kinh nghiệm với từng loại cá, loại mực thì phơi bao lâu để giữ lại lượng nước thích hợp trong các loại cá mực, để khô có vị tự nhiên nhất. Khô mực một nắng Phan Thiết, khô đuối Bình Thắng, khô chìa Đà Nẵng, sặc rằn An Giang nổi tiếng trên khắp chiều dài đất nước và vươn ra tận nước ngoài. Bữa chiều cơm nguội với vài con cá khô nướng đã là một đặc sản với cả những người con xa quê Việt Nam, mà không ai không nhớ. Cá khô còn trở thành một món quà biếu tặng nhau. Các loại cá khô đặc biệt có giá khá cao như cá kèo, cá sặc rằn, cá chỉ vàng, các loại mực tẩm.